# Strada statale 5 (Albania)
La strada statale 5 (in albanese Rruga shtetërore SH5) è una strada statale albanese che unisce la città di Scutari con la frontiera kosovara, dove prosegue come autostrada R7.